# Vieux-Moulin (Vosges)
Vieux-Moulin település Franciaországban, Vosges megyében. Lakosainak száma 321 fő (2022. január 1.). Vieux-Moulin Ménil-de-Senones, Le Mont, La Petite-Raon, Le Puid és Senones községekkel határos.

## Népesség
A település népessége az elmúlt években az alábbi módon változott:
| Lakosok száma | 341  | 335  | 334  | 320  | 316  | 314  | 311  | 316  | 321  |
|               | 2013 | 2015 | 2016 | 2017 | 2018 | 2019 | 2020 | 2021 | 2022 |